# Baie Almirante Brown
Pour les articles homonymes, voir Almirante Brown.
La baie Almirante Brown (en espagnol : bahía Almirante Brown) ou baie Brown est une baie située sur la rive septentrionale du canal Beagle, dans la partie argentine de la grande île de la Terre de Feu, au sud de l'Argentine. Elle est rattachée administrativement au département d'Ushuaïa dans la province de Terre de Feu, Antarctique et Îles de l’Atlantique Sud. Sur sa côte nord-ouest se trouve un petit village de pêcheurs nommé Puerto Almanza.
Lors de la résolution du conflit du Beagle entre l’Argentine et le Chili, la souveraineté argentine sur la baie a été confirmée.

## Géographie

### Caractéristiques géographiques

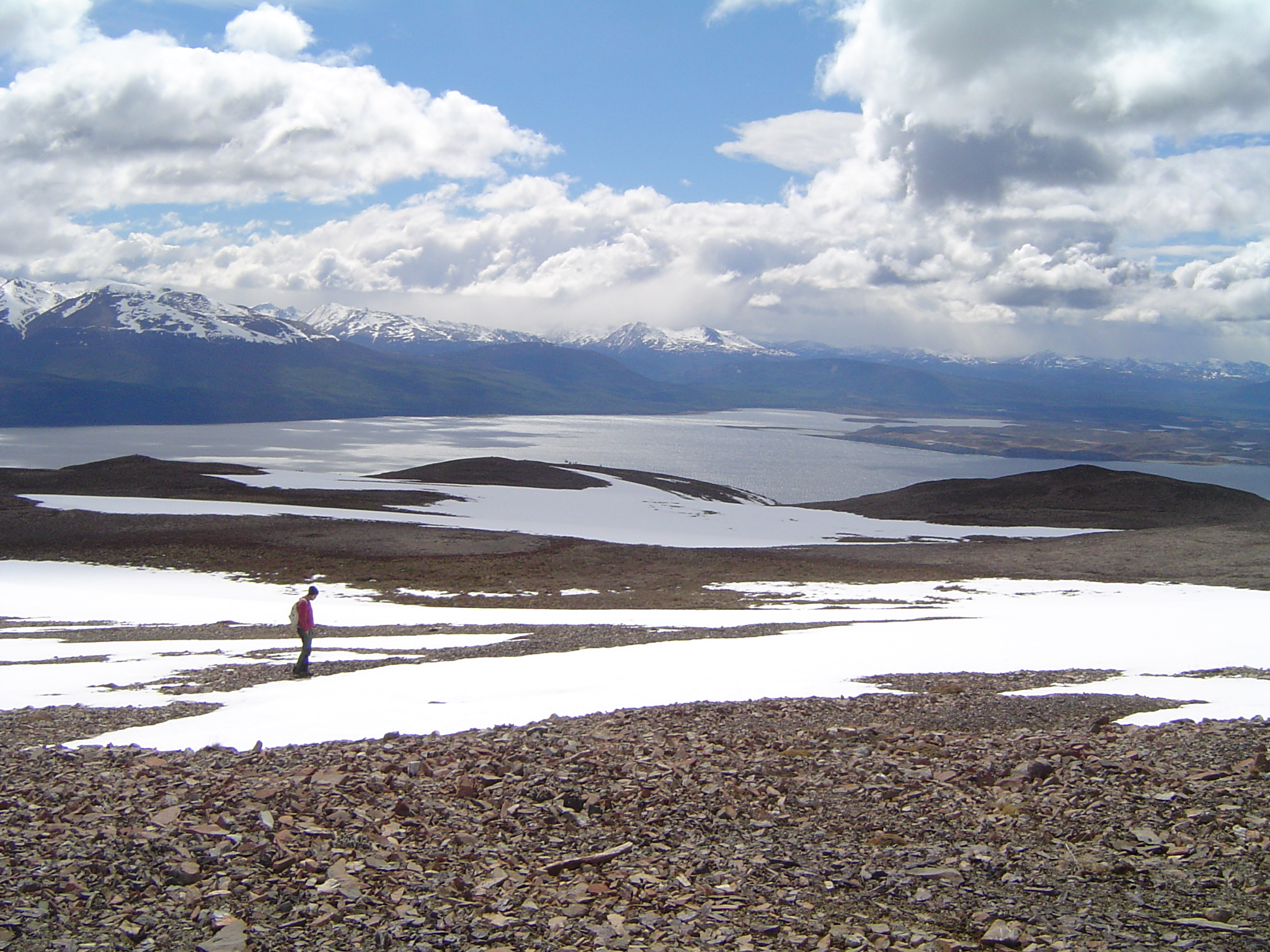
La baie Almirante Brown, vue depuis le cerro Bandera, sur l'île Navarino, au Chili.

La baie est située sur la côte septentrionale du canal Beagle, passage interocéanique reliant l'Atlantique sud au Pacifique sud.
Cette baie présente une forme d'entonnoir, la distance qui sépare le cap sur lequel se trouve la balise Dirección (sur la grande île de la Terre de Feu) de la pointe Gable (située sur l'île homonyme) est de 5 km, elle se prolonge sur une portion plus étroite de 1 650 mètres (entre la pointe Almanza et le cap Gibraltar, sur le bord nord de la côte rectiligne escarpée appelée fronton Gable). Elle mesure 2 600 mètres en son point le plus large et est longue d'environ 8 600 mètres.
Sa superficie totale est de 737 ha, son volume total représente 0,081 1 km3. Sa profondeur moyenne est de 11 m, alors que dans la zone la plus ouverte elle dépasse les 20 m.
Étant donné le caractère insulaire de l'île Gable, cette baie n'est pas complètement fermée, puisqu'elle communique avec les eaux du canal Beagle situées à l'est de l'île Gable - où se trouvent les îles Petrel, Chata et au-delà l'île Martillo - à travers un bras de mer qui contourne cette île par le nord. 
De nombreuses îles se trouvent à l'intérieur de la baie Almirante Brown, délimitant plusieurs baies secondaires, tout comme le font plusieurs péninsules et de l'île Gable et de la grande île de la Terre de Feu. Parmi les principales îles situées à l'intérieur de la baie, les îles Upu et Waru sont les plus importantes de par leur taille. 
Au fond de la baie, juste derrière l'île Upu, se trouve une balise à 54° 51′ S, 67° 30′ O, à proximité de « Puerto Almirante Brown ». C'est là que débouche le río Lasifashaj. 
La baie Almirante Brown est la plus occidentale d'une série de fjords qui s'étendent en direction de l'est jusqu'à la baie Cambaceres et qui sont dessinés par les collines à pentes douces formées par des sédiments morainiques formant des péninsules et des îles (la plus grande étant l'île Gable).

### Caractéristiques océanographiques
En automne et en hiver les marées en syzygie se produisent la nuit, alors qu'au printemps et en été ces mêmes marées ont lieu pendant la journée. Les plus grandes marées se produisent en juin et décembre, atteignant 116 cm.
Sa rive intertidale possède une inclinaison de 6° et son plancher est constitué rochers de type galets avec des diamètres d'environ 25 cm, ils reposent sur d'autres galets et des graviers. Les eaux situées dans la zone intertidale ont une température comprise entre 5,2 et 9,5 °C.
La baie Almirante Brown n'étant par une baie fermée, elle présente une circulation de courants océanographiques aux caractéristiques particulières. Les eaux de la baie restent pendant marée descendante et se renouvellent lors de son ascension, de sorte que le renouvellement des eaux de cette baie se fait d'ouest en est, l'eau progresse depuis la zone de la pointe Paraná, pénètre à travers le passage Piedra Buena dans un premier temps puis dans le passage Remolcador Guaraní et ressort dans la zone des îles Cigüeña et Martillo.

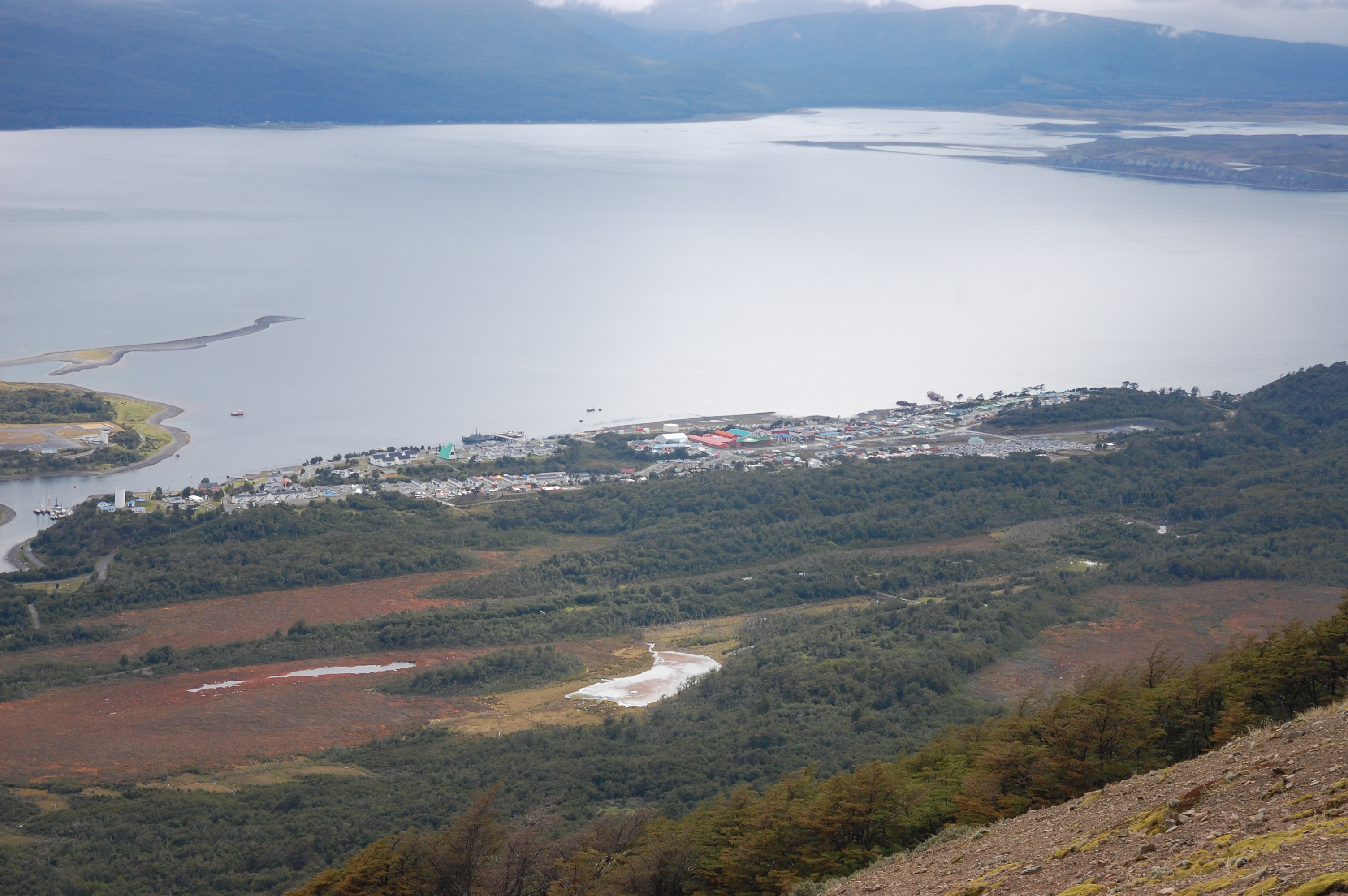
Vue de la baie Brown depuis l'île Navarino.

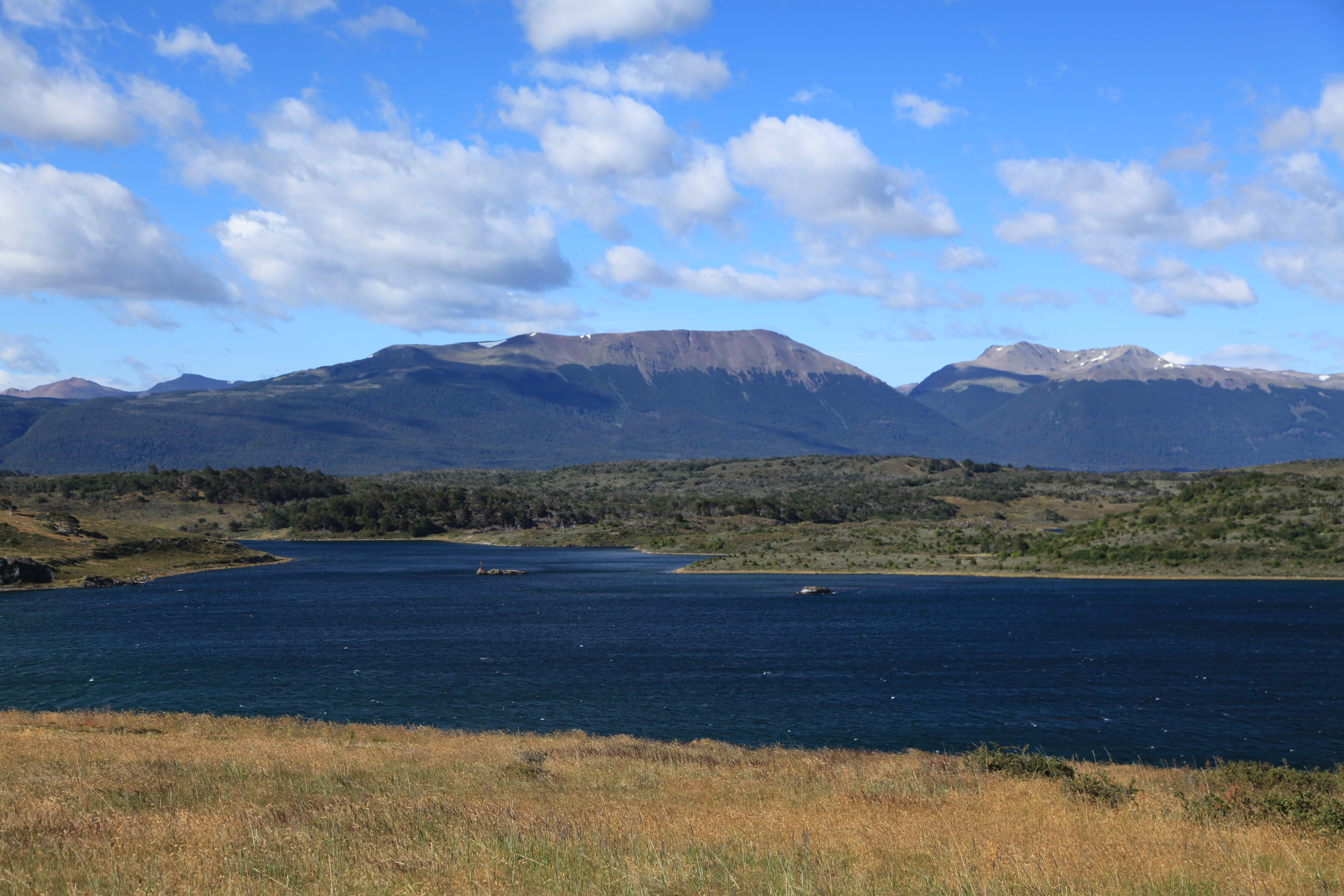
Vue du secteur le plus profond de la baie.

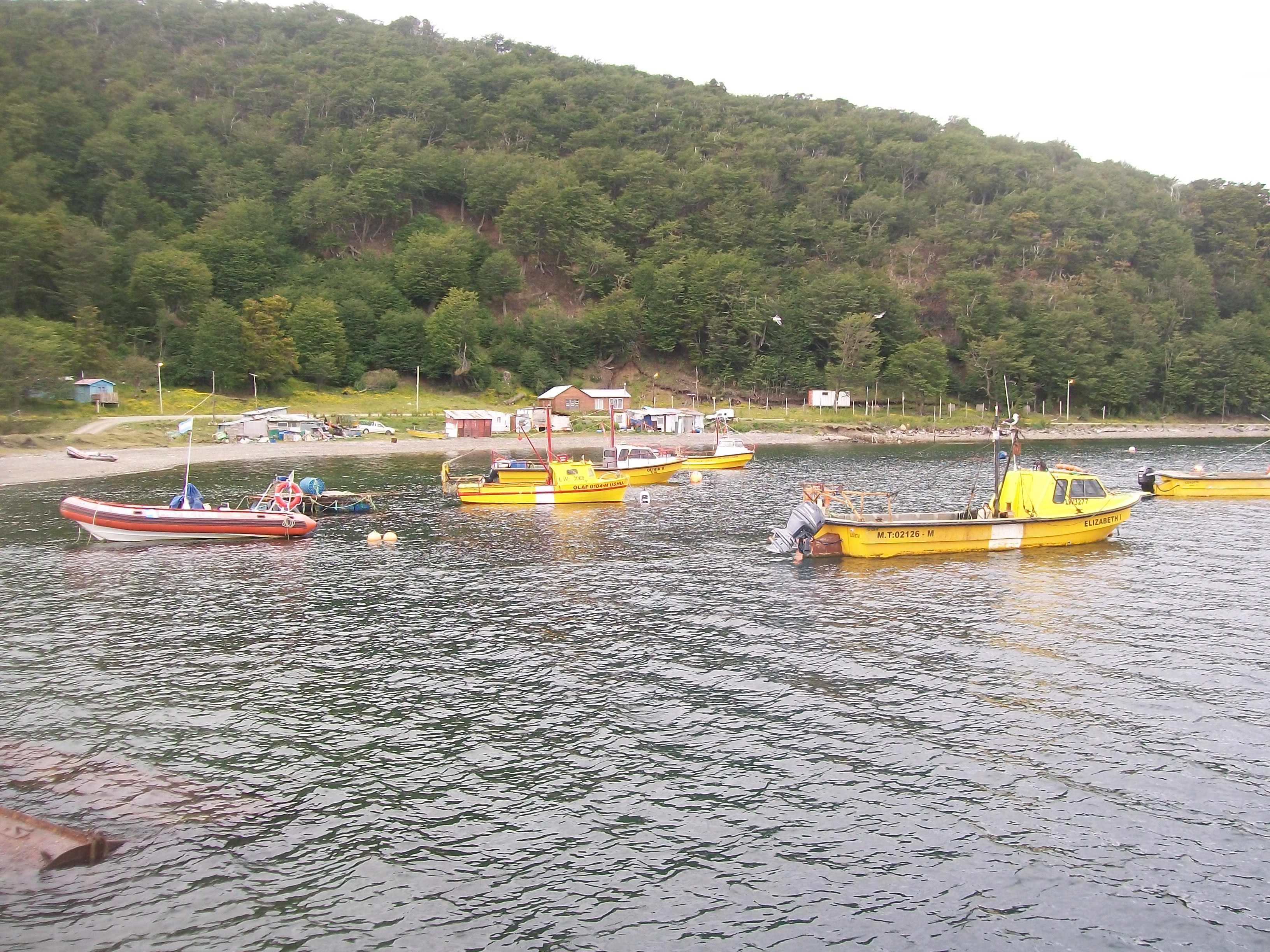
La localité de Puerto Almanza, depuis les eaux de la baie Almirante Brown.

## Histoire

### Premiers habitants
Les chasseurs, cueilleurs et pêcheurs du « peuple canotier » des yamanas ou yaganes occupent la péninsule, exploitant ses ressources biologiques. Des puits circulaires peuvent, aujourd'hui encore, être observés dans la zone archéologique Yaiyoashaga située au nord de l'isthme. Ils s'alimentaient d'oiseaux, de mammifères marins ainsi que de moules (Mulinia edulis, Mytilus chilensis, Aulacomya atra, Yoldia). Ces amérindiens sont ses seuls habitants jusqu'à l'arrivée des colons occidentaux, lorsque commence à se peupler la ville qui deviendra Ushuaïa, en 1869.

### Colonisation occidentale de la région
Le premier occidental à naviguer face aux eaux de la baie fut le découvreur du canal Beagle. Entre 1826 et 1830, l'Amirauté britannique envoie le HMS Beagle, commandé par Phillip Parker King avec pour mission de réaliser des travaux hydrographiques sur les côtes de la partie méridionale de l'Amérique du Sud. En avril 1830, le HMS Beagle étant au mouillage dans la baie Orange, son commandant Robert Fitz Roy envoie Matthew Murray à bord d'une baleinière inspecter la partie nord de la baie Nassau. Ce dernier découvre un étroit passage (qui sera par la suite renommé en son honneur canal Murray), séparant l'île Hoste et l'île Navarino et qui débouche dans un canal rectiligne, qui s'étendait vers l'ouest. Ce canal est alors nommé « canal Beagle ».
Il ne continue pas en direction de l'est mais poursuit le parcours qu'il avait effectué jusqu'à rejoindre le HMS Beagle le 14 avril.

### Toponymie

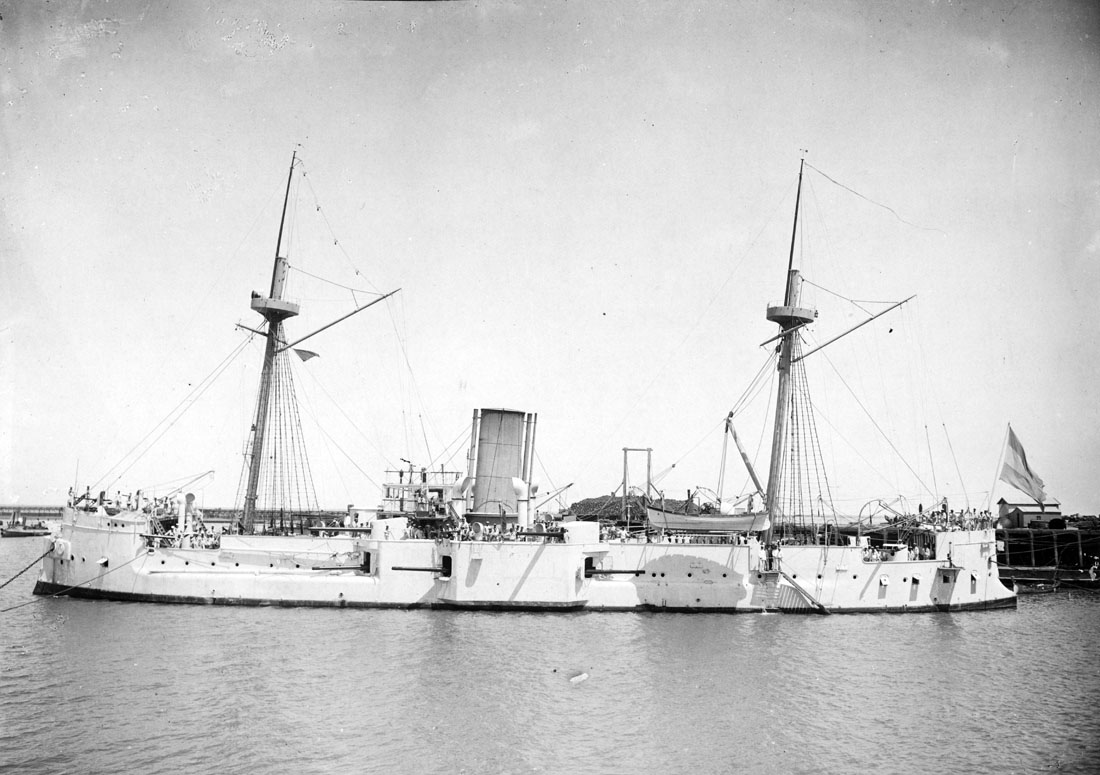
À bord du cuirassé de la Marine argentine ARA Almirante Brown le capitaine de frégate Juan Pablo Sáenz Valiente réalise dans le canal Beagle des études hydrographiques, le nom du navire est donné à la baie.

La baie Almirante Brown a été nommée en l'honneur du premier amiral irlandais nationalisée argentin des Forces navales argentines William Brown, son nom ayant déjà été donné au cuirassé ARA Almirante Brown sous les ordres du capitaine de frégate Juan Pablo Sáenz Valiente, qui avait pour commandant en second le lieutenant de vaisseau Félix Ponsatti. Pendant l'été austral 1899-1900, ces derniers réalisent quelque 5 000 sondages et d'autres études hydrographiques dans le canal Beagle, grâce auxquelles la Sección de Hidrografía du Ministère de la Marine de la République argentine établir une nouvelle - en trois folio - du canal Beagle, qui sera publiée en octobre 1901. Cette même Sección de Hidrografía publie également un Derrotero del Canal de Beagle. Sáenz Valiente baptise la baie du nom de son navire et de l'amiral éponyme. Auparavant, elle était connue sous le nom de baie de Calena (bahía de Calena. L'ARA Almirante Brown était un cuirassé long de 73 mètres, qui embarquait 300 hommes d'équipage et 30 officiers.
Les premiers habitants de la baie, appartenant au peuple yamana la surnommaient dans leur langue Acacaia, ce qui signifie : « baie du calme ».

### Conflit de souveraineté
La baie Almirante Brown se trouve incluse dans le différend frontalier qui oppose l'Argentine et le Chili, connue sous le nom de conflit du Beagle. En 1971, les deux pays s'accordent sur un Compromis d'arbitrage visant soumettre la souveraineté sur les eaux et les îles dudit canal à la sentence d'un Tribunal arbitral qui devait donner à connaître sa décision à la reine Élisabeth II. Une interprétation au Chili du texte du traité frontalier de 1881, connue sous le nom de thèse Fagalde (es), déterminait que la limite binationale s'achevait sur la côte australe de la grande île de la Terre de Feu et que la totalité des eaux du canal, ainsi que toutes les îles, étaient chiliennes. Si cela avait été le cas, l'Argentine aurait eu une côte sèche (es), c'est-à-dire qu'elle aurait une côte, mais pas d'accès à la mer. Parmi ceux qui soutiendront cette thèse, et participeront à son élaboration en 1905, figuraient le journaliste Arturo Fagalde et l'érudit Jaime Eyzaguirre, qui la décrivait en ces termes:

« Luego la línea no se introduce en el canal, no lo comprende, queda fuera de él, sólo lo toca en su borde superior. El canal resulta así entero de Chile. Si el Tratado hubiera dicho que la línea llegaba hasta el medio o centro o hasta el eje del canal, se habría entendido que la mitad Norte del mismo correspondería a Argentina y la mitad Sur a Chile. Pero habría que torcer los términos claros del acuerdo para llegar a esta conclusión. »